# 100-Meter-Lauf

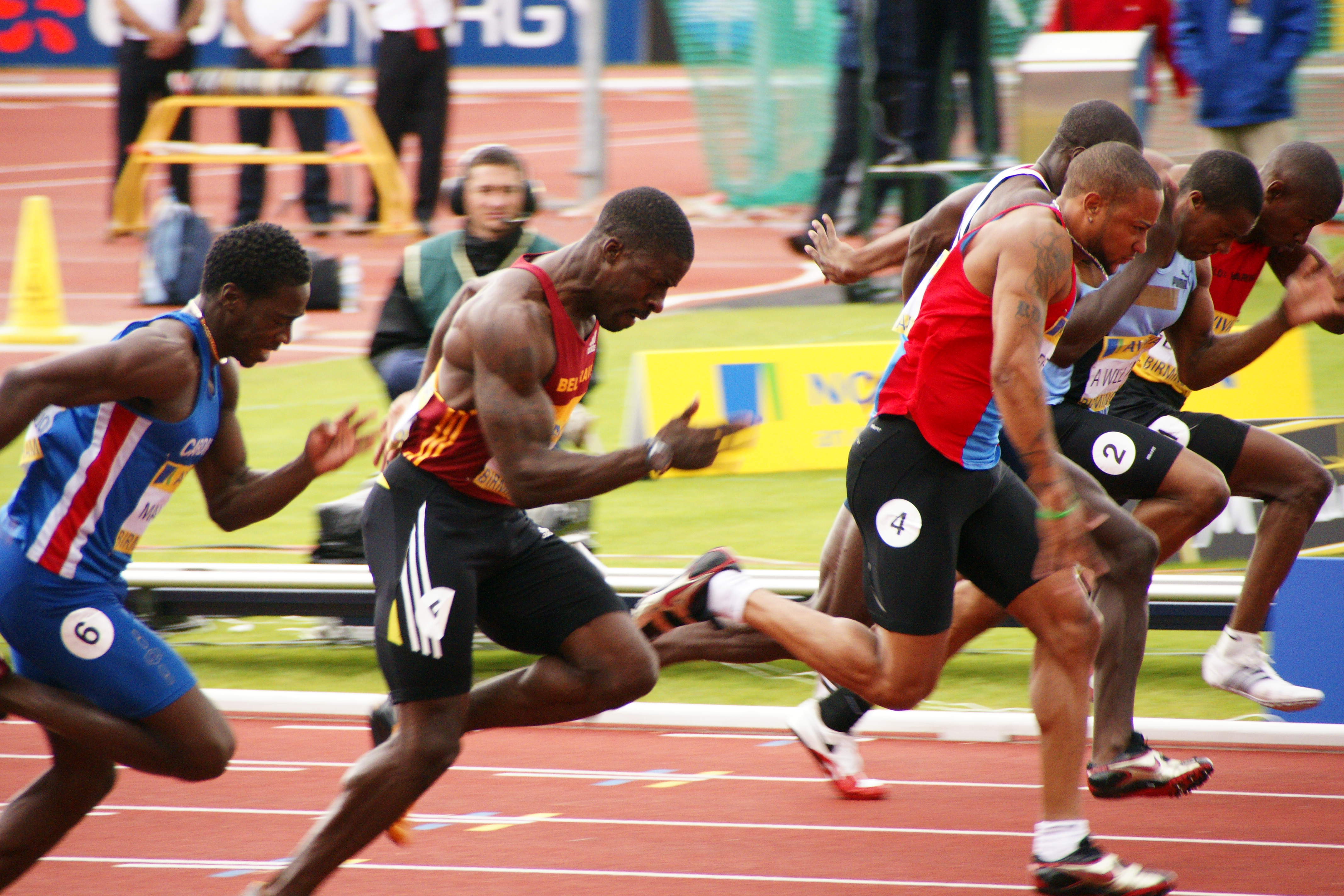
Dwain Chambers (Mitte) im Sprint der britischen Olympiaqualifikation 2008

Der 100-Meter-Lauf ist eine Sprintdisziplin in der Leichtathletik und wird auf einer geraden Strecke ausgetragen, wobei jeder Läufer vom Start bis zum Ziel in seiner eigenen Bahn bleiben muss. Gestartet wird im Tiefstart mit Hilfe von Startblöcken. Bei den Olympischen Spielen ist die 100-Meter-Strecke die kürzeste Sprintdistanz.
Die besten Männer erreichen eine Zeit unter 10 Sekunden, die besten Frauen eine Zeit von unter 11 Sekunden. Wie schnell ein Mensch unter optimalen Bedingungen die 100-Meter-Strecke laufen könnte, ist unter Wissenschaftlern umstritten. Mark Denny von der Stanford University geht von einer Zeit von 9,48 Sekunden aus, John Barry (Cambridge University) und Reza Noubary (Bloomsburg University) halten 9,4 Sekunden für möglich.
Der Australier Jeremy Richmond zeigt in einer Studie, dass eine menschliche Bestzeit von 9,27 Sekunden erreichbar ist.
Die Höchstgeschwindigkeit, die ein Athlet während eines Laufes erreicht, liegt bei Männern deutlich über 40 km/h.
Der im Jahr 2009 bei den Weltmeisterschaften in Berlin von Usain Bolt aufgestellte und amtierende Männerweltrekord in 9,58 s entspricht einer Durchschnittsgeschwindigkeit von 10,44 m/s oder 37,58 km/h.
Usain Bolt erreichte bei seinem Rekordlauf von 9,58 s eine Spitzengeschwindigkeit von rund 12,42 m/s oder 44,72 km/h. Donovan Baileys Höchstgeschwindigkeit bei seinem Weltrekord im Jahre 1996 von 9,84 s betrug ungefähr 12,1 m/s oder 43,56 km/h.
Der im Jahr 1988 von Florence Griffith-Joyner aufgestellte Frauenweltrekord von 10,49 s entspricht einer Durchschnittsgeschwindigkeit von 9,53 m/s oder 34,31 km/h.
Obwohl mit zunehmender Laufstrecke die Geschwindigkeit abnimmt (und in der Kurve nicht mit Top-Speed gelaufen werden kann, da einige Kraft in die Richtungsänderung hineingesteckt werden muss), liegen die Durchschnittsgeschwindigkeiten im 200-Meter-Lauf oft geringfügig höher als beim 100-Meter-Lauf, bedingt durch die vergleichsweise längere Strecke, auf der nach der langsameren Startphase mit Höchstgeschwindigkeit gelaufen werden kann. Außerdem wird die Reaktionszeit am Start nur einmal mit einberechnet, die etwa 0,15 s beansprucht.
Rekorde mit Rückenwindunterstützung werden nur anerkannt, wenn die Windgeschwindigkeit höchstens 2,0 m/s beträgt (World-Athletics-Regel 163.8). Seit 1938 sind dazu für die Anerkennung von Rekorden Windmessungen vorgeschrieben.
Die 100-Meter-Strecke findet auch beim 4-mal-100-Meter-Staffellauf (Männer und Frauen) sowie als erste Teildisziplin beim Zehnkampf Anwendung. Bis 1949 war der 100-Meter-Lauf eine Teildisziplin beim Mehrkampf der Frauen (Dreikampf, Fünfkampf).
Die Reibung und Elastizität beim Abstoß vom Untergrund beeinflussen die Laufgeschwindigkeit, darum sind die Art der Laufschuhe und die Beschaffenheit des Belages von Bedeutung für die erzielbare Zeit.
Im internationalen Spitzensport liegt ein entscheidender Zeitverlust bei den neuronalen Rückkopplungsprozessen im Gehirn, die bei jedem Schritt stattfinden. Verkürzend auf diese Rückkopplungszeit wirken weniger Schritte (durch weitere Schrittlänge) und eine vollständige Symmetrie der Beine.

## Geschichte
Der 100-Meter-Lauf ist vom 100-Yards-Lauf (91,44 m) abgeleitet, der im 19. Jahrhundert mit dem Aufkommen der Leichtathletik in den englischsprachigen Ländern auf Gras- und Aschenbahnen ausgetragen wurde.
1887 erfand der US-Amerikaner Charles H. Sherrill den Tiefstart, indem er sich kleine Vertiefungen grub, in denen die Füße beim Abstoßen Halt fanden. 1921 baute der australische Sprinter Charlie Booth die ersten, noch primitiven Startklötze aus Holzblöcken mit einem Metallfuß und entwickelte sie immer weiter.
1928/29 entwickelten die US-amerikanischen Trainer George Breshnahan und William Tuttle die bis in die Gegenwart verwendeten Startblöcke, die von der Internationalen Leichtathletik-Assoziation IAAF ab 1937 zugelassen wurden.
In den 1920er Jahren begannen Experimente mit elektronischen Stoppuhren, erstmals bei Olympischen Spielen wurde 1932 eine Zielkamera eingesetzt. Seit Anfang 1977 werden Rekorde nur noch nach elektronischer Zeitmessung anerkannt.
Einen wesentlichen Leistungsfortschritt brachte die Einführung von Laufbahnen mit Kunststoffbelag in den 1960er Jahren; der erste 100-Meter-Weltrekord darauf waren die 9,95 s von Jim Hines bei den Olympischen Spielen 1968 in Mexiko-Stadt.
Der erste Sprintwettkampf in Deutschland fand am 6. Juni 1880 auf der Pferderennbahn in Hamburg-Horn auf Yard-Strecken statt und war zugleich der erste Leichtathletikwettkampf in Deutschland überhaupt. Gelaufen wurden 100 und 120 Yards mit Vorgabe (außerdem eine englische Meile). Läufe über 100 Meter sind von Mitte der 1890er Jahre bekannt. Bereits bei der erstmaligen Teilnahme von Frauen an den Deutschen Meisterschaften, am 14./15. August 1920, gehörte der 100-Meter-Lauf zum Wettkampfprogramm (zusammen mit der 4-mal-100-Meter-Staffel, dem Weitsprung und dem Kugelstoßen).
Bei Olympischen Spielen steht der 100-Meter-Lauf für Männer seit 1896 in Athen und für Frauen seit 1928 in Amsterdam im Programm. In den Jahren 1900 und 1904 wurde als weitere Kurzsprintstrecke der 60-Meter-Lauf ausgetragen.

## Regeln

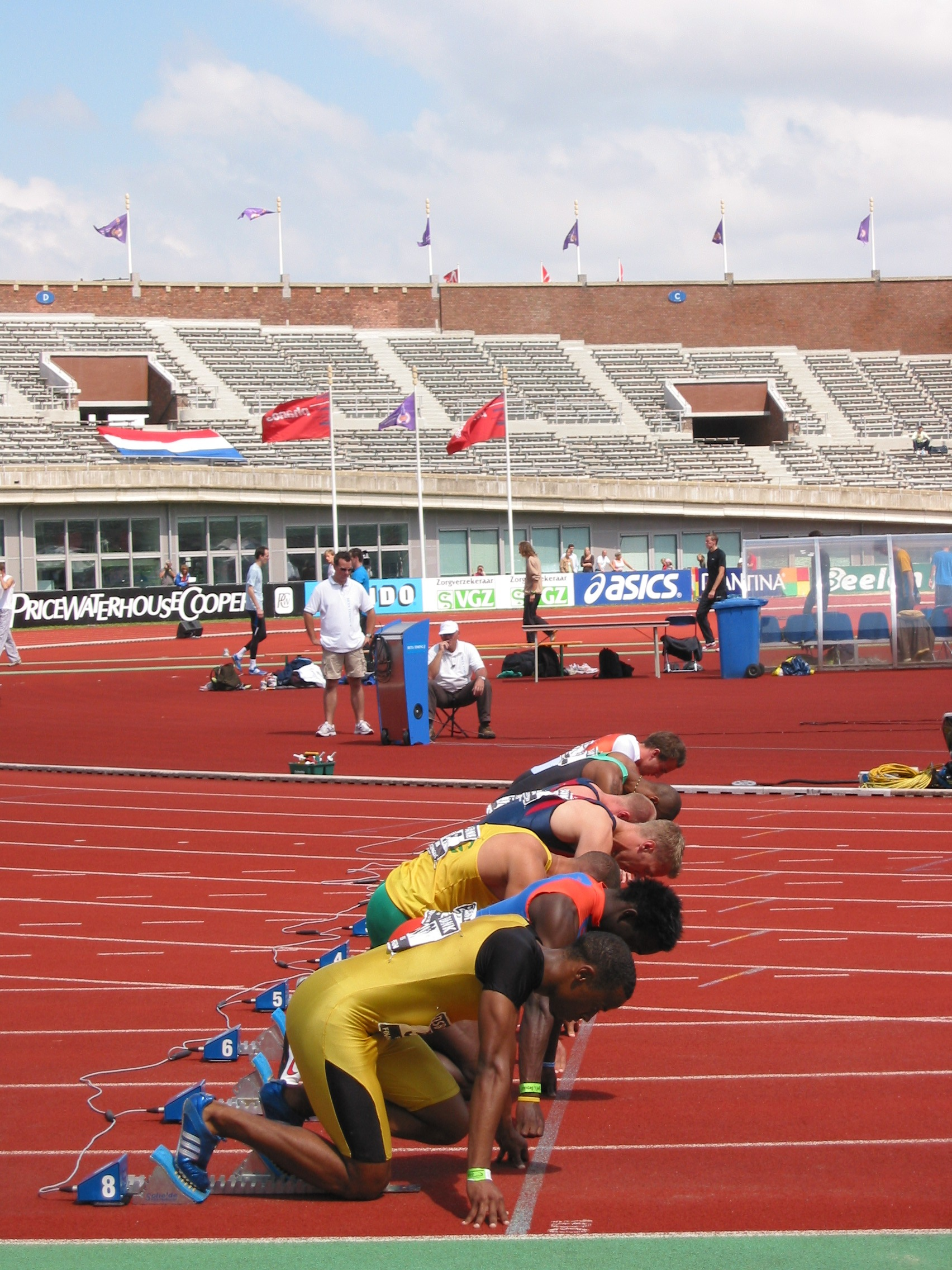
Start eines 100-Meter-Laufs

Die Regeln für den 100-Meter-Lauf werden vom Leichtathletikweltverband World Athletics festgelegt.
Die Reaktionszeit beim Start wird durch Sensoren in der Startpistole und den Startblöcken gemessen. Eine Reaktionszeit von weniger als 100 Millisekunden gilt als Frühstart. Bis 2003 war ein Frühstart pro Teilnehmer erlaubt, erst der zweite führte zu einer Disqualifikation. Seit 2003 wurde ein Fehlstart dem gesamten Teilnehmerfeld zugerechnet. Da es immer noch zu absichtlichen Frühstarts kam, um die Konzentration der Konkurrenten zu stören, wurde die Regel 2009 nochmals geändert, seitdem führt bereits der erste Frühstart zur Disqualifikation des Teilnehmers. Die Regelverschärfung wurde kontrovers diskutiert, insbesondere nachdem Usain Bolt bei den Weltmeisterschaften 2011 in Daegu deswegen disqualifiziert wurde.
Wer auf die Bahn eines Konkurrenten kommt, wird ebenfalls disqualifiziert.
Für die Zeitnahme ist das Erreichen der Ziellinie mit dem Rumpf maßgeblich.

## Doping
Die Leichtathletik ist wie fast alle anderen Sportarten auch vom Problem des Dopings betroffen. Gerade im 100-Meter-Lauf wurden in der Vergangenheit zahlreiche Athleten überführt oder es gab kaum zu widerlegende Hinweise auf eine Dopingvergangenheit, ohne dass Konsequenzen erfolgten. Das Dopingkontrollsystem unterliegt einem intensiven Wechsel über Zeiten und Epochen hinweg und wird in den verschiedenen Ländern sehr unterschiedlich angewendet. Deshalb sind viele der hier genannten Leistungen mit einer gewissen Skepsis zu sehen.

## Meilensteine
Männer:
- erste registrierte Zeit: 11,0 s über 110 Yards (100,58 m),  William MacLaren, 27. Juli 1867 in Haslingden
- erste Zeit unter 11 Sekunden: 10,8 s (10 4/5 s),  Cecil Lee, am 25. September 1891 in Brüssel (Stoppuhren: 10,6 s, 10,8 s, 11,0 s)
- erster offizieller Weltrekord: 10,6 s,  Donald Lippincott, 1912
- erste Zeit von 10,0 s,  Armin Hary, 21. Juni 1960 in Zürich (Letzigrund)
- erste Zeit unter 10 Sekunden:
  - handgestoppt: 9,9 s, jeweils am 20. Juni 1968 in Sacramento:  Jim Hines,  Ronnie Ray Smith und  Charles Greene
  - elektronisch gestoppt: 9,95 s,  Jim Hines am 14. Oktober 1968 in Mexiko-Stadt

Frauen:
- erste registrierte Zeit: 17,4 s,  Aino Rannanpaa, 15. Mai 1902, Helsinki
- erster offizieller Weltrekord: 13,6 s (13 3/5 s):  Marie Mejzlíková, 5. August 1922
- erste Zeit unter 13 Sekunden: 12,8 s (12 4/5 s),  Mary Lines, 20. August 1922
- erste elektronisch gestoppte Weltbestleistung: 12,18 s,  Winsome Cripps
- erste Zeit unter 12 Sekunden: 11,9 s,  Tollien Schuurman, am 5. Juni 1932 in Haarlem
- erste Zeit unter 11 Sekunden:
  - handgestoppt: 10,9 s,  Renate Stecher, am 7. Juni 1973 in Ostrava
  - elektronisch gestoppt: 10,88 s,  Marlies Göhr, am 1. Juli 1977 in Dresden

Weltrekorde mit dem längsten Bestand:
- Männer: 10,2 s,  Jesse Owens, am 20. Juni 1936 in Chicago, unterboten nach 20 Jahren in 10,1 s am 3. August 1956 in Berlin durch  Willie Williams
- Frauen: 10,49 s,  Florence Griffith-Joyner, am 17. Juli 1988 in Indianapolis; gültiger Weltrekord (Stand: 12. Juli 2023)

## Erfolgreichste Sportler
- drei Olympiasiege:
  -  Usain Bolt, 2008, 2012 und 2016
- zwei Olympiasiege:
  -  Wyomia Tyus, 1964 und 1968
  -  Carl Lewis, 1984 und 1988
  -  Gail Devers, 1992 und 1996
  -  Shelly-Ann Fraser-Pryce, 2008 und 2012
  -  Elaine Thompson-Herah, 2016 und 2020

- fünf Weltmeistertitel:
  -  Shelly-Ann Fraser-Pryce, 2009, 2013, 2015, 2019 und 2022
- drei Weltmeistertitel:
  -  Carl Lewis, 1983, 1987 und 1991
  -  Maurice Greene, 1997, 1999 und 2001
  -  Usain Bolt, 2009, 2013 und 2015
- zwei Weltmeistertitel:
  -  Marion Jones, 1997 und 1999
- erfolgreichste Deutsche:
  -  Armin Hary, Olympiasieger 1960
  -  Renate Stecher, Olympiasiegerin 1972 und Olympiazweite 1976
  -  Annegret Richter, Olympiasiegerin 1976
  -  Marlies Göhr, Weltmeisterin 1983
  -  Silke Gladisch, Weltmeisterin 1987
  -  Katrin Krabbe, Weltmeisterin 1991

## Geschwindigkeitsverlauf eines 100-Meter-Rennens
Bei den Weltmeisterschaften 1991 in Tokio gelang den sechs Ersten des Endlaufs eine Zeit unter 10 Sekunden. Die nachfolgenden Tabellen zeigen beispielhaft den Verlauf dieses 100-Meter-Rennens. Eine Beschleunigung gelingt bis ca. 40 Meter, danach können die Läufer ihre Geschwindigkeit nur noch geringfügig erhöhen. Der Sieger, Carl Lewis, konnte in diesem Rennen sogar bis ca. zum 80-Meter-Punkt beschleunigen.
Er erreichte während seiner schnellsten Phase eine Laufgeschwindigkeit über 43 km/h (12,05 m/s). Dieses hohe Tempo in der Endphase verhalf ihm zum Sieg, denn bis etwa zum 80-Meter-Punkt führte Leroy Burrell.
Der Dritte, Dennis Mitchell, gehört – auf den schnellsten 10-Meter-Abschnitt bezogen – zu den Langsamsten dieser sechs Läufer, profitierte aber am Ende von seinem schnellen Start, der heutzutage aber als Fehlstart deklariert würde, weil er weniger als 100 Millisekunden Reaktionszeit aufwies.
Der britische Sprinter Linford Christie äußerte in einem Gespräch, er habe seine Trainingsarbeit in den letzten Jahren (seiner Laufbahn) verstärkt darauf abgestellt, auf den letzten 20 Metern die Geschwindigkeit zu halten. Hiervon versprach er sich eine Verbesserung seiner Gesamtzeit. Physiologen weisen in diesem Zusammenhang auf die Begrenztheit der kurzfristigen Energiereserven – ATP und Kreatinphosphat – hin, die durchschnittlich auf diesem Leistungsniveau acht Sekunden vorhalten. Insofern ist der Leistungsabfall auf den letzten 20 Metern natürlich und nicht ausschließlich auf Ermüdungserscheinungen im koordinativen Bereich zurückzuführen. Welchen Anteil die beiden Ursachen – Kreatinphosphatverarmung einerseits, Ermüdung andererseits – haben, ist nicht bekannt.
| Platz | Läufer           | RZ    | 10 m | 20 m | 30 m | 40 m | 50 m | 60 m | 70 m | 80 m | 90 m | 100 m |
| ----- | ---------------- | ----- | ---- | ---- | ---- | ---- | ---- | ---- | ---- | ---- | ---- | ----- |
| 1     | Carl Lewis       | 0,14  | 1,88 | 2,96 | 3,88 | 4,77 | 5,61 | 6,46 | 7,3  | 8,13 | 9,00 | 9,86  |
| 2     | Leroy Burrell    | 0,12  | 1,83 | 2,89 | 3,80 | 4,68 | 5,55 | 6,41 | 7,28 | 8,12 | 9,01 | 9,88  |
| 3     | Dennis Mitchell  | 0,090 | 1,80 | 2,87 | 3,80 | 4,68 | 5,55 | 6,42 | 7,28 | 8,14 | 9,02 | 9,91  |
| 4     | Linford Christie | 0,126 | 1,85 | 2,91 | 3,83 | 4,72 | 5,57 | 6,43 | 7,29 | 8,14 | 9,04 | 9,92  |
| 5     | Frank Fredericks | 0,151 | 1,86 | 2,92 | 3,84 | 4,73 | 5,60 | 6,47 | 7,33 | 8,18 | 9,07 | 9,95  |
| 6     | Raymond Stewart  | 0,114 | 1,81 | 2,88 | 3,79 | 4,68 | 5,54 | 6,41 | 7,29 | 8,16 | 9,06 | 9,96  |

| Platz | Läufer           | RZ    | 20 m | 40 m | 60 m | 80 m | 100 m |
| ----- | ---------------- | ----- | ---- | ---- | ---- | ---- | ----- |
| 1     | Usain Bolt       | 0,146 | 2,89 | 4,64 | 6,31 | 7,92 | 9,58  |
| 2     | Tyson Gay        | 0,144 | 2,92 | 4,70 | 6,39 | 8,02 | 9,71  |
| 3     | Asafa Powell     | 0,134 | 2,91 | 4,71 | 6,42 | 8,10 | 9,84  |
| 4     | Daniel Bailey    | 0,129 | 2,92 | 4,73 | 6,48 | 8,18 | 9,93  |
| 5     | Richard Thompson | 0,119 | 2,90 | 4,71 | 6,45 | 8,17 | 9,93  |
| 6     | Dwain Chambers   | 0,123 | 2,93 | 4,75 | 6,50 | 8,22 | 10,00 |
| 7     | Marc Burns       | 0,165 | 2,94 | 4,76 | 6,52 | 8,24 | 10,00 |
| 8     | Darvis Patton    | 0,149 | 2,96 | 4,85 | 6,65 | 8,42 | 10,34 |

| Platz | Läufer           | 10 m | 20 m | 30 m | 40 m | 50 m | 60 m | 70 m | 80 m | 90 m | 100 m |
| ----- | ---------------- | ---- | ---- | ---- | ---- | ---- | ---- | ---- | ---- | ---- | ----- |
| 1     | Carl Lewis       | 1,88 | 1,08 | 0,92 | 0,89 | 0,84 | 0,85 | 0,84 | 0,83 | 0,87 | 0,86  |
| 2     | Leroy Burrell    | 1,83 | 1,06 | 0,91 | 0,88 | 0,87 | 0,86 | 0,87 | 0,84 | 0,89 | 0,87  |
| 3     | Dennis Mitchell  | 1,80 | 1,07 | 0,93 | 0,88 | 0,87 | 0,87 | 0,86 | 0,86 | 0,88 | 0,89  |
| 4     | Linford Christie | 1,85 | 1,06 | 0,92 | 0,89 | 0,85 | 0,86 | 0,86 | 0,85 | 0,90 | 0,88  |
| 5     | Frank Fredericks | 1,86 | 1,06 | 0,92 | 0,89 | 0,87 | 0,87 | 0,86 | 0,85 | 0,89 | 0,88  |
| 6     | Raymond Stewart  | 1,81 | 1,07 | 0,91 | 0,89 | 0,86 | 0,87 | 0,88 | 0,87 | 0,90 | 0,90  |

| Platz | Läufer           | 10 m  | 20 m  | 30 m  | 40 m  | 50 m  | 60 m  | 70 m  | 80 m  | 90 m  | 100 m |
| ----- | ---------------- | ----- | ----- | ----- | ----- | ----- | ----- | ----- | ----- | ----- | ----- |
| 1     | Carl Lewis       | 19,15 | 33,33 | 39,13 | 40,45 | 42,86 | 42,35 | 42,86 | 43,37 | 41,38 | 41,86 |
| 2     | Leroy Burrell    | 19,67 | 33,96 | 39,56 | 40,91 | 41,38 | 41,86 | 41,38 | 42,86 | 40,45 | 41,38 |
| 3     | Dennis Mitchell  | 20,00 | 33,64 | 38,71 | 40,91 | 41,38 | 41,38 | 41,86 | 41,86 | 40,91 | 40,45 |
| 4     | Linford Christie | 19,46 | 33,96 | 39,13 | 40,45 | 42,35 | 41,86 | 41,86 | 42,35 | 40,00 | 40,91 |
| 5     | Frank Fredericks | 19,35 | 33,96 | 39,13 | 40,45 | 41,38 | 41,38 | 41,86 | 42,35 | 40,45 | 40,91 |
| 6     | Raymond Stewart  | 19,89 | 33,64 | 39,56 | 40,45 | 41,86 | 41,38 | 40,91 | 41,38 | 40,00 | 40,00 |

| Platz | Läufer           | 10 m | 20 m | 30 m  | 40 m  | 50 m  | 60 m  | 70 m  | 80 m  | 90 m  | 100 m |
| ----- | ---------------- | ---- | ---- | ----- | ----- | ----- | ----- | ----- | ----- | ----- | ----- |
| 1     | Carl Lewis       | 5,32 | 9,26 | 10,87 | 11,24 | 11,90 | 11,76 | 11,90 | 12,05 | 11,49 | 11,63 |
| 2     | Leroy Burrell    | 5,46 | 9,43 | 10,99 | 11,36 | 11,49 | 11,63 | 11,49 | 11,90 | 11,24 | 11,49 |
| 3     | Dennis Mitchell  | 5,56 | 9,35 | 10,75 | 11,36 | 11,49 | 11,49 | 11,63 | 11,63 | 11,36 | 11,24 |
| 4     | Linford Christie | 5,41 | 9,43 | 10,87 | 11,24 | 11,76 | 11,63 | 11,63 | 11,76 | 11,11 | 11,36 |
| 5     | Frank Fredericks | 5,38 | 9,43 | 10,87 | 11,24 | 11,49 | 11,49 | 11,63 | 11,76 | 11,24 | 11,36 |
| 6     | Raymond Stewart  | 5,52 | 9,35 | 10,99 | 11,24 | 11,63 | 11,49 | 11,36 | 11,49 | 11,11 | 11,11 |

## Statistik

### Medaillengewinner der Olympischen Spiele

#### Männer
| Jahr | Goldmedaille     | Silbermedaille    | Bronzemedaille               |
| ---- | ---------------- | ----------------- | ---------------------------- |
| 1896 | Thomas Burke     | Fritz Hofmann     | Alajos Szokolyi Francis Lane |
| 1900 | Frank Jarvis     | Walter Tewksbury  | Stan Rowley                  |
| 1904 | Archie Hahn      | Nate Cartmell     | William Hogenson             |
| 1906 | Archie Hahn      | Fay Moulton       | Nigel Barker                 |
| 1908 | Reggie Walker    | James Rector      | Robert Kerr                  |
| 1912 | Ralph Craig      | Alvah Meyer       | Donald Lippincott            |
| 1920 | Charles Paddock  | Morris Kirksey    | Harry Edward                 |
| 1924 | Harold Abrahams  | Jackson Scholz    | Arthur Porritt               |
| 1928 | Percy Williams   | Jack London       | Georg Lammers                |
| 1932 | Eddie Tolan      | Ralph Metcalfe    | Arthur Jonath                |
| 1936 | Jesse Owens      | Ralph Metcalfe    | Martinus Osendarp            |
| 1948 | Harrison Dillard | Barney Ewell      | Lloyd LaBeach                |
| 1952 | Lindy Remigino   | Herb McKenley     | McDonald Bailey              |
| 1956 | Bobby Morrow     | Thane Baker       | Hector Hogan                 |
| 1960 | Armin Hary       | Dave Sime         | Peter Radford                |
| 1964 | Bob Hayes        | Enrique Figuerola | Harry Jerome                 |
| 1968 | Jim Hines        | Lennox Miller     | Charles Greene               |
| 1972 | Walerij Borsow   | Robert Taylor     | Lennox Miller                |
| 1976 | Hasely Crawford  | Donald Quarrie    | Walerij Borsow               |
| 1980 | Allan Wells      | Silvio Leonard    | Petar Petrow                 |
| 1984 | Carl Lewis       | Sam Graddy        | Ben Johnson                  |
| 1988 | Carl Lewis       | Linford Christie  | Calvin Smith                 |
| 1992 | Linford Christie | Frank Fredericks  | Dennis Mitchell              |
| 1996 | Donovan Bailey   | Frank Fredericks  | Ato Boldon                   |
| 2000 | Maurice Greene   | Ato Boldon        | Obadele Thompson             |
| 2004 | Justin Gatlin    | Francis Obikwelu  | Maurice Greene               |
| 2008 | Usain Bolt       | Richard Thompson  | Walter Dix                   |
| 2012 | Usain Bolt       | Yohan Blake       | Justin Gatlin                |
| 2016 | Usain Bolt       | Justin Gatlin     | Andre de Grasse              |
| 2020 | Marcell Jacobs   | Fred Kerley       | Andre de Grasse              |
| 2024 | Noah Lyles       | Kishane Thompson  | Fred Kerley                  |

#### Frauen
| Jahr | Goldmedaille             | Silbermedaille          | Bronzemedaille          |
| ---- | ------------------------ | ----------------------- | ----------------------- |
| 1928 | Betty Robinson           | Fanny Rosenfeld         | Ethel Smith             |
| 1932 | Stanisława Walasiewicz   | Hilda Strike            | Wilhelmina von Bremen   |
| 1936 | Helen Stephens           | Stanisława Walasiewicz  | Käthe Krauß             |
| 1948 | Fanny Blankers-Koen      | Dorothy Manley          | Shirley Strickland      |
| 1952 | Marjorie Jackson         | Daphne Hasenjager       | Shirley Strickland      |
| 1956 | Betty Cuthbert           | Christa Stubnick        | Marlene Mathews         |
| 1960 | Wilma Rudolph            | Dorothy Hyman           | Giuseppina Leone        |
| 1964 | Wyomia Tyus              | Edith McGuire           | Ewa Kłobukowska         |
| 1968 | Wyomia Tyus              | Barbara Ferrell         | Irena Szewińska         |
| 1972 | Renate Stecher           | Raelene Boyle           | Silvia Chivás           |
| 1976 | Annegret Richter         | Renate Stecher          | Inge Helten             |
| 1980 | Ljudmila Kondratjewa     | Marlies Göhr            | Ingrid Auerswald        |
| 1984 | Evelyn Ashford           | Alice Brown             | Merlene Ottey           |
| 1988 | Florence Griffith-Joyner | Evelyn Ashford          | Heike Drechsler         |
| 1992 | Gail Devers              | Juliet Cuthbert         | Irina Priwalowa         |
| 1996 | Gail Devers              | Merlene Ottey           | Gwen Torrence           |
| 2000 | vakant                   | Ekaterini Thanou        | Merlene Ottey           |
| 2000 | vakant                   | Tayna Lawrence          | Merlene Ottey           |
| 2004 | Julija Neszjarenka       | Lauryn Williams         | Veronica Campbell-Brown |
| 2008 | Shelly-Ann Fraser-Pryce  | Kerron Stewart          | nicht vergeben          |
| 2008 | Shelly-Ann Fraser-Pryce  | Sherone Simpson         | nicht vergeben          |
| 2012 | Shelly-Ann Fraser-Pryce  | Carmelita Jeter         | Veronica Campbell-Brown |
| 2016 | Elaine Thompson          | Tori Bowie              | Shelly-Ann Fraser-Pryce |
| 2020 | Elaine Thompson-Herah    | Shelly-Ann Fraser-Pryce | Shericka Jackson        |
| 2024 | Julien Alfred            | Sha'Carri Richardson    | Melissa Jefferson       |

### Medaillengewinner der Weltmeisterschaften

#### Männer
| Jahr | Goldmedaille      | Silbermedaille    | Bronzemedaille                  |
| ---- | ----------------- | ----------------- | ------------------------------- |
| 1983 | Carl Lewis        | Calvin Smith      | Emmit King                      |
| 1987 | Carl Lewis        | Raymond Stewart   | Linford Christie                |
| 1991 | Carl Lewis        | Leroy Burrell     | Dennis Mitchell                 |
| 1993 | Linford Christie  | Andre Cason       | Dennis Mitchell                 |
| 1995 | Donovan Bailey    | Bruny Surin       | Ato Boldon                      |
| 1997 | Maurice Greene    | Donovan Bailey    | Tim Montgomery                  |
| 1999 | Maurice Greene    | Bruny Surin       | Dwain Chambers                  |
| 2001 | Maurice Greene    | Tim Montgomery    | Bernard Williams                |
| 2003 | Kim Collins       | Darrel Brown      | Darren Campbell                 |
| 2005 | Justin Gatlin     | Michael Frater    | Kim Collins                     |
| 2007 | Tyson Gay         | Derrick Atkins    | Asafa Powell                    |
| 2009 | Usain Bolt        | Tyson Gay         | Asafa Powell                    |
| 2011 | Yohan Blake       | Walter Dix        | Kim Collins                     |
| 2013 | Usain Bolt        | Justin Gatlin     | Nesta Carter                    |
| 2015 | Usain Bolt        | Justin Gatlin     | Andre De Grasse Trayvon Bromell |
| 2017 | Justin Gatlin     | Christian Coleman | Usain Bolt                      |
| 2019 | Christian Coleman | Justin Gatlin     | Andre De Grasse                 |
| 2022 | Fred Kerley       | Marvin Bracy      | Trayvon Bromell                 |
| 2023 | Noah Lyles        | Letsile Tebogo    | Zharnel Hughes                  |

#### Frauen
| Jahr | Goldmedaille            | Silbermedaille          | Bronzemedaille          |
| ---- | ----------------------- | ----------------------- | ----------------------- |
| 1983 | Marlies Göhr            | Marita Koch             | Diane Williams          |
| 1987 | Silke Gladisch          | Heike Drechsler         | Merlene Ottey           |
| 1991 | Katrin Krabbe           | Gwen Torrence           | Merlene Ottey           |
| 1993 | Gail Devers             | Merlene Ottey           | Gwen Torrence           |
| 1995 | Gwen Torrence           | Merlene Ottey           | Irina Priwalowa         |
| 1997 | Marion Jones            | Schanna Pintusewytsch   | Savatheda Fynes         |
| 1999 | Marion Jones            | Inger Miller            | Ekaterini Thanou        |
| 2001 | Schanna Block           | Ekaterini Thanou        | Chandra Sturrup         |
| 2003 | Torri Edwards           | Chandra Sturrup         | Ekaterini Thanou        |
| 2005 | Lauryn Williams         | Veronica Campbell       | Christine Arron         |
| 2007 | Veronica Campbell       | Lauryn Williams         | Carmelita Jeter         |
| 2009 | Shelly-Ann Fraser       | Kerron Stewart          | Carmelita Jeter         |
| 2011 | Carmelita Jeter         | Veronica Campbell-Brown | Kelly-Ann Baptiste      |
| 2013 | Shelly-Ann Fraser-Pryce | Murielle Ahouré         | Carmelita Jeter         |
| 2015 | Shelly-Ann Fraser-Pryce | Dafne Schippers         | Tori Bowie              |
| 2017 | Tori Bowie              | Marie-Josée Ta Lou      | Dafne Schippers         |
| 2019 | Shelly-Ann Fraser-Pryce | Dina Asher-Smith        | Marie-Josée Ta Lou      |
| 2022 | Shelly-Ann Fraser-Pryce | Shericka Jackson        | Elaine Thompson-Herah   |
| 2023 | Sha’Carri Richardson    | Shericka Jackson        | Shelly-Ann Fraser-Pryce |

### Deutsche Meister
Siehe Liste der Deutschen Meister im 100-Meter-Lauf

Weltrekordentwicklung 100-Meter-Lauf

### Weltrekordentwicklung

#### Männer
| Zeit (s)                      | Name                 | Datum                | Ort                  |
| Handgestoppte Zeiten          | Handgestoppte Zeiten | Handgestoppte Zeiten | Handgestoppte Zeiten |
| ----------------------------- | -------------------- | -------------------- | -------------------- |
| 10,6                          | Donald Lippincott    | 6. Juli 1912         | Stockholm            |
| 10,6                          | Willie Applegarth    | 29. September 1912   | Prag                 |
| 10,6                          | Josef Imbach         | 25. Juli 1920        | Genf                 |
| 10,6                          | Jackson Scholz       | 12. September 1920   | Kristiania           |
| 10,6                          | Jackson Scholz       | 16. September 1920   | Stockholm            |
| 10,4                          | Charles Paddock      | 23. April 1921       | Redlands             |
| 10,4                          | Charles Paddock      | 6. Mai 1923          | Paris                |
| 10,4                          | Helmut Körnig        | 29. August 1926      | Halle (Saale)        |
| 10,4                          | Helmut Körnig        | 12. September 1926   | Brieg                |
| 10,4                          | Hubert Houben        | 4. September 1927    | Hannover             |
| 10,4                          | Jakob Schüller       | 4. September 1927    | Hannover             |
| 10,4                          | José Barrientos      | 21. April 1928       | Havanna              |
| 10,4                          | Ernst Geerling       | 1. Juli 1928         | Frankenthal          |
| 10,4                          | Richard Corts        | 15. Juli 1928        | Düsseldorf           |
| 10,4                          | Georg Lammers        | 26. August 1928      | Barmen               |
| 10,4                          | Georg Lammers        | 12. Mai 1929         | Oldenburg            |
| 10,4                          | Eugen Eldracher      | 30. Juni 1929        | Mannheim             |
| 10,4                          | Georg Lammers        | 13. Juli 1929        | Bremen               |
| 10,4                          | Georg Lammers        | 21. Juli 1929        | Neuss                |
| 10,4                          | Helmut Körnig        | 28. Juli 1929        | Budapest             |
| 10,4                          | Eddie Tolan          | 31. Juli 1929        | Köln                 |
| 10,4                          | Georg Lammers        | 31. Juli 1929        | Köln                 |
| 10,4                          | Eddie Tolan          | 8. August 1929       | Stockholm            |
| 10,4                          | Eddie Tolan          | 18. August 1929      | Berlin               |
| 10,4                          | Eddie Tolan          | 25. August 1929      | Kopenhagen           |
| 10,4                          | Eddie Tolan          | 8. September 1929    | Bochum               |
| 10,4                          | Georg Lammers        | 8. September 1929    | Bochum               |
| 10,4                          | Georg Lammers        | 1. Juni 1930         | Flensburg            |
| 10,4                          | Helmut Körnig        | 13. Juli 1930        | Berlin               |
| 10,4                          | Helmut Körnig        | 20. Juli 1930        | Stockholm            |
| 10,4                          | Georg Lammers        | 2. August 1930       | Königsberg           |
| 10,3                          | Percy Williams       | 9. August 1930       | Toronto              |
| 10,3                          | Arthur Jonath        | 5. Juni 1932         | Bochum               |
| 10,3                          | Eddie Tolan          | 1. August 1932       | Los Angeles          |
| 10,3 (10,38)                  | Eddie Tolan          | 1. August 1932       | Los Angeles          |
| 10,3 (10,38)                  | Ralph Metcalfe       | 1. August 1932       | Los Angeles          |
| 10,3                          | Ralph Metcalfe       | 18. August 1932      | Chicago              |
| 10,3                          | Arthur Jonath        | 23. Juli 1933        | Düsseldorf           |
| 10,3                          | Ralph Metcalfe       | 28. Juni 1933        | Malmö                |
| 10,3                          | Ralph Metcalfe       | 30. Juli 1933        | Düsseldorf           |
| 10,3                          | Erich Borchmeyer     | 12. August 1933      | Köln                 |
| 10,3                          | Ralph Metcalfe       | 12. August 1933      | Budapest             |
| 10,3                          | Erich Borchmeyer     | 1. Juli 1934         | Berlin               |
| 10,3                          | Erich Borchmeyer     | 22. Juli 1934        | Frankfurt am Main    |
| 10,3                          | Eulace Peacock       | 6. August 1934       | Oslo                 |
| 10,3                          | Eulace Peacock       | 6. August 1934       | Oslo                 |
| 10,3                          | Christiaan Berger    | 26. August 1934      | Amsterdam            |
| 10,3                          | Ralph Metcalfe       | 15. September 1934   | Osaka                |
| 10,3                          | Ralph Metcalfe       | 15. September 1934   | Osaka                |
| 10,3                          | Ralph Metcalfe       | 23. September 1934   | Dairen               |
| 10,3                          | Ralph Metcalfe       | 23. September 1934   | Dairen               |
| 10,3                          | Takayoshi Yoshioka   | 15. Juni 1935        | Tokio                |
| 10,3                          | Takayoshi Yoshioka   | 6. Juli 1935         | Osaka                |
| 10,3                          | Eulace Peacock       | 6. August 1935       | Basel                |
| 10,2                          | Jesse Owens          | 20. Juni 1936        | Chicago              |
| 10,2                          | Harold Davis         | 6. Juni 1941         | Compton              |
| 10,2                          | Lloyd LaBeach        | 8. August 1943       | Willemstad           |
| 10,2                          | George Lewis         | 16. November 1946    | Port of Spain        |
| 10,2                          | Lloyd LaBeach        | 15. Mai 1948         | Fresno               |
| 10,2                          | Lloyd LaBeach        | 4. Juni 1948         | Compton              |
| 10,2                          | Barney Ewell         | 7. Juli 1948         | Evanston             |
| 10,2                          | McDonald Bailey      | 25. August 1951      | Belgrad              |
| 10,2                          | Hector Hogan         | 13. März 1954        | Sydney               |
| 10,2                          | Heinz Fütterer       | 31. Oktober 1954     | Yokohama             |
| 10,2                          | Bobby Morrow         | 19. Mai 1956         | Houston              |
| 10,2                          | Ira Murchison        | 1. Juni 1956         | Compton              |
| 10,2                          | Bobby Morrow         | 22. Juni 1956        | Bakersfield          |
| 10,2                          | Bobby Morrow         | 29. Juni 1956        | Los Angeles          |
| 10,2                          | Thane Baker          | 29. Juni 1956        | Los Angeles          |
| 10,2                          | Ira Murchison        | 29. Juni 1956        | Los Angeles          |
| 10,1                          | Willie Williams      | 3. August 1956       | Berlin               |
| 10,1                          | Ira Murchison        | 4. August 1956       | Berlin               |
| 10,1                          | Willie Williams      | 5. August 1956       | Berlin               |
| 10,1                          | Leamon King          | 20. Oktober 1956     | Ontario              |
| 10,1                          | Leamon King          | 27. Oktober 1956     | Santa Ana            |
| 10,1                          | Ray Norton           | 18. April 1959       | San José             |
| 10,1                          | Charles Tidwell      | 10. Juni 1960        | Houston              |
| 10,0 (10,25)                  | Armin Hary           | 21. Juni 1960        | Zürich               |
| 10,0                          | Harry Jerome         | 15. Juli 1960        | Saskatoon            |
| 10,0                          | Horacio Esteves      | 15. August 1964      | Caracas              |
| 10,0 (10,06)                  | Bob Hayes            | 15. Oktober 1964     | Tokio                |
| 10,0                          | Chen Jiaquan         | 24. Oktober 1965     | Chongqing            |
| 10,0                          | Jim Hines            | 27. Mai 1967         | Modesto              |
| 10,0                          | Willie Turner        | 27. Mai 1967         | Modesto              |
| 10,0                          | Enrique Figuerola    | 17. Juni 1967        | Budapest             |
| 10,0                          | Paul Nash            | 2. April 1968        | Krugersdorp          |
| 10,0                          | Paul Nash            | 6. April 1968        | Standerton           |
| 10,0                          | Oliver Ford          | 31. Mai 1968         | Albuquerque          |
| 10,0                          | Charles Greene       | 20. Juni 1968        | Sacramento           |
| 10,0                          | Roger Bambuck        | 20. Juni 1968        | Sacramento           |
| 9,9 (10,03)                   | Jim Hines            | 20. Juni 1968        | Sacramento           |
| 9,9 (10,14)                   | Ronnie Ray Smith     | 20. Juni 1968        | Sacramento           |
| 9,9 (10,10)                   | Charles Greene       | 20. Juni 1968        | Sacramento           |
| 9,9 (9,95)                    | Jim Hines            | 14. Oktober 1968     | Mexiko-Stadt         |
| 9,9                           | Steve Williams       | 21. Juni 1972        | Los Angeles          |
| 9,9                           | Eddie Hart           | 1. Juli 1972         | Eugene               |
| 9,9                           | Rey Robinson         | 1. Juli 1972         | Eugene               |
| 9,9                           | Silvio Leonard       | 5. Juni 1975         | Ostrava              |
| 9,8 (10,19)                   | Steve Williams       | 20. Juni 1975        | Eugene               |
| 9,9                           | Steve Williams       | 16. Juli 1975        | Siena                |
| 9,9                           | Reggie Jones         | 26. Juli 1975        | Boston               |
| 9,9                           | Steve Williams       | 22. August 1975      | Berlin               |
| 9,9                           | Steve Williams       | 27. März 1976        | Gainesville          |
| 9,9                           | Harvey Glance        | 3. April 1976        | Columbia (S. C.)     |
| 9,9                           | Harvey Glance        | 1. Mai 1976          | Baton Rouge          |
| 9,9                           | Donald Quarrie       | 22. Mai 1976         | Modesto              |
| Elektronisch gestoppte Zeiten |                      |                      |                      |
| 10,64                         | Ralph Metcalfe       | 16. Juli 1932        | Stanford             |
| 10,53                         | Eddie Tolan          | 31. Juli 1932        | Los Angeles          |
| 10,38                         | Eddie Tolan          | 1. August 1932       | Los Angeles          |
| 10,38                         | Ralph Metcalfe       | 1. August 1932       | Los Angeles          |
| 10,34                         | Barney Ewell         | 9. Juli 1948         | Evanston             |
| 10,32                         | Ray Norton           | 10. August 1958      | Thonon-les-Bains     |
| 10,32                         | Jocelyn Delecour     | 10. August 1958      | Thonon-les-Bains     |
| 10,29                         | Peter Radford        | 13. September 1958   | Colombes             |
| 10,25                         | Armin Hary           | 21. Juni 1960        | Zürich               |
| 10,06                         | Bob Hayes            | 15. Oktober 1964     | Tokio                |
| 10,03                         | Jim Hines            | 20. Juni 1968        | Sacramento           |
| 10,02                         | Charles Greene       | 13. Oktober 1968     | Mexiko-Stadt         |
| 9,95                          | Jim Hines            | 14. Oktober 1968     | Mexiko-Stadt         |
| 9,93                          | Calvin Smith         | 3. Juli 1983         | Colorado Springs     |
| 9,93                          | Carl Lewis           | 30. August 1987      | Rom                  |
| 9,93                          | Carl Lewis           | 17. August 1988      | Zürich               |
| 9,92                          | Carl Lewis           | 24. September 1988   | Seoul                |
| 9,90                          | Leroy Burrell        | 14. Juni 1991        | New York City        |
| 9,86                          | Carl Lewis           | 25. August 1991      | Tokio                |
| 9,85                          | Leroy Burrell        | 6. Juli 1994         | Lausanne             |
| 9,84                          | Donovan Bailey       | 27. Juli 1996        | Atlanta              |
| 9,79                          | Maurice Greene       | 16. Juni 1999        | Athen                |
| 9,77                          | Asafa Powell         | 14. Juni 2005        | Athen                |
| 9,77                          | Asafa Powell         | 11. Juni 2006        | Gateshead            |
| 9,77                          | Asafa Powell         | 18. August 2006      | Zürich               |
| 9,74                          | Asafa Powell         | 9. September 2007    | Rieti                |
| 9,72                          | Usain Bolt           | 31. Mai 2008         | New York City        |
| 9,69                          | Usain Bolt           | 16. August 2008      | Peking               |
| 9,58                          | Usain Bolt           | 16. August 2009      | Berlin               |

#### Frauen
| Zeit (s)                      | Name                     | Datum                | Ort                  |
| Handgestoppte Zeiten          | Handgestoppte Zeiten     | Handgestoppte Zeiten | Handgestoppte Zeiten |
| ----------------------------- | ------------------------ | -------------------- | -------------------- |
| 11,7                          | Stanisława Walasiewicz   | 15. August 1934      | Warschau             |
| 11,6                          | Stanisława Walasiewicz   | 1. August 1937       | Berlin               |
| 11,5                          | Fanny Blankers-Koen      | 13. Juni 1948        | Amsterdam            |
| 11,5                          | Marjorie Jackson         | 22. Juli 1952        | Helsinki             |
| 11,4                          | Marjorie Jackson         | 4. Oktober 1952      | Gifu                 |
| 11,3                          | Shirley Strickland       | 4. August 1955       | Warschau             |
| 11,3                          | Wera Krepkina            | 13. September 1958   | Kiew                 |
| 11,3                          | Wilma Rudolph            | 2. September 1960    | Rom                  |
| 11,2                          | Wilma Rudolph            | 19. Juli 1961        | Stuttgart            |
| 11,2                          | Wyomia Tyus              | 15. Oktober 1964     | Tokio                |
| 11,1                          | Irena Szewińska          | 9. Juli 1965         | Prag                 |
| 11,1                          | Wyomia Tyus              | 31. Juli 1965        | Kiew                 |
| 11,1                          | Barbara Ferrell          | 2. Juli 1967         | Santa Barbara        |
| 11,1                          | Ljudmila Samotjossowa    | 15. August 1968      | Leninakan            |
| 11,1                          | Irena Szewińska          | 14. Oktober 1968     | Mexiko-Stadt         |
| 11,0 (11,08)                  | Wyomia Tyus              | 15. Oktober 1968     | Mexiko-Stadt         |
| 11,0                          | Chi Cheng                | 18. Juli 1970        | Wien                 |
| 11,0                          | Renate Stecher           | 2. August 1970       | Berlin               |
| 11,0                          | Renate Stecher           | 31. Juli 1971        | Berlin               |
| 11,0                          | Renate Stecher           | 3. Juni 1972         | Potsdam              |
| 11,0                          | Ellen Strophal           | 15. Juni 1972        | Potsdam              |
| 11,0                          | Eva Glesková             | 1. Juli 1972         | Budapest             |
| 10,9                          | Renate Stecher           | 7. Juni 1973         | Ostrava              |
| 10,8                          | Renate Stecher           | 20. Juli 1973        | Dresden              |
| Elektronisch gestoppte Zeiten |                          |                      |                      |
| 11,08                         | Wyomia Tyus              | 15. Oktober 1968     | Mexiko-Stadt         |
| 11,07                         | Renate Stecher           | 2. September 1972    | München              |
| 11,04                         | Inge Helten              | 13. Juni 1976        | Fürth                |
| 11,01                         | Annegret Richter         | 25. Juli 1976        | Montreal             |
| 10,88                         | Marlies Göhr             | 1. Juli 1977         | Dresden              |
| 10,88                         | Marlies Göhr             | 9. Juli 1982         | Karl-Marx-Stadt      |
| 10,81                         | Marlies Göhr             | 8. Juni 1983         | Berlin               |
| 10,79                         | Evelyn Ashford           | 3. Juli 1983         | Colorado Springs     |
| 10,76                         | Evelyn Ashford           | 22. August 1984      | Zürich               |
| 10,49                         | Florence Griffith-Joyner | 16. Juli 1988        | Indianapolis         |

### Weltbestenliste

#### Männer
Alle Läufer mit einer Bestzeit von 9,88 s oder schneller, in Klammern: Wind in m/s; A = Lauf unter Höhenbedingungen.
Letzte Veränderung: 2. August 2025
1. 9,58 s (0,9)  Usain Bolt, Berlin, 16. August 2009
2. 9,69 s (2,0)  Tyson Gay, Shanghai, 20. September 2009
3. 9,69 s (−0,1)  Yohan Blake, Lausanne, 23. August 2012
4. 9,72 s (0,2)  Asafa Powell, Lausanne, 2. September 2008
5. 9,74 s (0,9)  Justin Gatlin, Doha, 15. Mai 2015
6. 9,75 s (0,8)  Kishane Thompson, Kingston, 27. Juni 2025
7. 9,76 s (0,6)  Christian Coleman, Doha, 28. September 2019
8. 9,76 s A (1,2)  Trayvon Bromell, Nairobi, 18. September 2021
9. 9,76 s (1,4)  Fred Kerley, Eugene, 24. Juni 2022
10. 9,77 s A (1,2)  Ferdinand Omanyala, Nairobi, 18. September 2021
11. 9,78 s (0,9)  Nesta Carter, Rieti, 29. August 2010
12. 9,79 s (0,1)  Maurice Greene, Athen, 16. Juni 1999
13. 9,79 s (1,0)  Noah Lyles, Paris, 4. August 2024
14. 9,79 s (1,8)  Kenneth Bednarek, Eugene, 1. August 2025
15. 9,80 s (1,3)  Steve Mullings, Eugene, 4. Juni 2011
16. 9,80 s (0,1)  Marcell Jacobs, Tokio, 1. August 2021 (Europarekord)
17. 9,81 s (0,7)  Oblique Seville, Paris, 4. August 2024
18. 9,82 s (1,7)  Richard Thompson, Port of Spain, 21. Juni 2014
19. 9,82 s (1,0)  Akani Simbine, Paris, 4. August 2024
20. 9,82 s (1,3)  Bryan Levell, Eisenstadt, 23. Juli 2025
21. 9,82 s (1,8)  Courtney Lindsey, Eugene, 1. August 2025
22. 9,83 s (0,9)  Su Bingtian, Tokio, 1. August 2021
23. 9,83 s (0,9)  Ronnie Baker, Tokio, 1. August 2021
24. 9,83 s (1,3)  Zharnel Hughes, New York City, 24. Juni 2023
25. 9,83 s (1,8)  T’Mars McCallum, Eugene, 1. August 2025
26. 9,84 s (0,7)  Donovan Bailey, Atlanta, 27. Juli 1996
27. 9,84 s (0,2)  Bruny Surin, Sevilla, 22. August 1999
28. 9,84 s (1,5)  Abdul-Rasheed Saminu, Powder Springs, 19. Juli 2025
29. 9,85 s (1,2)  Leroy Burrell, Lausanne, 6. Juli 1994
30. 9,85 s (1,7)  Olusoji Fasuba, Doha, 12. Mai 2006
31. 9,85 s (1,3)  Mike Rodgers, Eugene, 4. Juni 2011
32. 9,85 s (1,5)  Marvin Bracy, Miramar, 5. Juni 2021
33. 9,86 s (1,2)  Carl Lewis, Tokio, 25. August 1991
34. 9,86 s (−0,4)  Frank Fredericks, Lausanne, 3. Juli 1996
35. 9,86 s (1,8)  Ato Boldon, Walnut, 19. April 1998
36. 9,86 s (0,6)  Francis Obikwelu, Athen, 22. August 2004
37. 9,86 s (1,4)  Keston Bledman, Port of Spain, 23. Juni 2012
38. 9,86 s (1,3)  Jimmy Vicaut, Saint Denis, 4. Juli 2015
39. 9,86 s (0,8)  Divine Oduduru, Austin, 7. Juni 2019
40. 9,86 s (1,6)  Michael Norman, Fort Worth, 20. Juli 2020
41. 9,86 s (0,7)  Micah Williams, Fayetteville, 27. Mai 2022
42. 9,86 s (1,9)  Benjamin Richardson, La Chaux-de-Fonds, 14. Juli 2024
43. 9,86 s (1,0)  Letsile Tebogo, Paris, 4. August 2024
44. 9,87 s (0,3)  Linford Christie, Stuttgart, 15. August 1993
45. 9,87 s A (−0,2)  Obadele Thompson, Johannesburg, 11. September 1998
46. 9,88 s (1,8)  Shawn Crawford, Eugene, 19. Juni 2004
47. 9,88 s (1,0)  Walter Dix, Nottwil, 8. August 2010
48. 9,88 s (0,9)  Ryan Bailey, Rieti, 29. August 2010
49. 9,88 s (1,0)  Michael Frater, Lausanne, 30. Juni 2011
50. 9,88 s (0,8)  Ackeem Blake, Kingston, 27. Juni 2025

- deutscher Rekord: Owen Ansah – 9,99 s am 29. Juni 2024 in Braunschweig
- DDR-Rekord: Frank Emmelmann – 10,06 s am 22. September 1985 in Berlin
- österreichischer Rekord: Markus Fuchs – 10,08 s am 8. Juni 2023 in St. Pölten
- Schweizer Rekord: Alex Wilson – 10,08 s am 30. Juni 2019 in La Chaux-de-Fonds

#### Frauen
Alle Läuferinnen mit einer Bestzeit von 10,85 s oder schneller; in Klammern Windgeschwindigkeit in m/s; A = Lauf unter Höhenbedingungen.
Letzte Veränderung: 16. August 2025
1. 10,49 s (0,0)  Florence Griffith-Joyner, Indianapolis, 16. Juli 1988
2. 10,54 s (0,9)  Elaine Thompson-Herah, Eugene, 21. August 2021
3. 10,60 s (1,7)  Shelly-Ann Fraser-Pryce, Lausanne, 26. August 2021
4. 10,64 s (1,2)  Carmelita Jeter, Shanghai, 20. September 2009
5. 10,65 s A (1,1)  Marion Jones, Johannesburg, 12. September 1998
6. 10,65 s (1,0)  Shericka Jackson, Kingston, 7. Juli 2023
7. 10,65 s (0,1)  Sha’Carri Richardson, Budapest, 21. August 2023
8. 10,65 s (0,4)  Melissa Jefferson-Wooden, Eugene, 1. August 2025
9. 10,72 s (0,4)  Marie-Josée Ta Lou, Monaco, 10. August 2022
10. 10,72 s (−0,1)  Julien Alfred, Paris, 3. August 2024
11. 10,73 s (2,0)  Christine Arron, Budapest, 19. August 1998 (Europarekord)
12. 10,74 s (1,3)  Merlene Ottey, Mailand, 7. September 1996
13. 10,74 s (1,0)  English Gardner, Eugene, 3. Juli 2016
14. 10,75 s (0,4)  Kerron Stewart, Rom, 10. Juli 2009
15. 10,76 s (1,7)  Evelyn Ashford, Zürich, 22. August 1984
16. 10,76 s (1,1)  Veronica Campbell-Brown, Ostrava, 31. Mai 2011
17. 10,77 s (0,9)  Irina Priwalowa, Lausanne, 6. Juli 1994
18. 10,77 s (0,7)  Iwet Lalowa, Plowdiw, 19. Juni 2004
19. 10,77 s (1,6)  Jacious Sears, Gainesville, 13. April 2024
20. 10,78 s A (1,0)  Dawn Sowell, Provo, 3. Juni 1989
21. 10,78 s (1,5)  Torri Edwards, Eugene, 28. Juni 2008
22. 10,78 s (1,6)  Murielle Ahouré, Montverde, 11. Juni 2016
23. 10,78 s (1,0)  Tianna Bartoletta, Eugene, 3. Juli 2016
24. 10,78 s (1,0)  Tori Bowie, Eugene, 3. Juli 2016
25. 10,79 s (0,0)  Li Xuemei, Shanghai, 18. Oktober 1997
26. 10,79 s (−0,1)  Inger Miller, Sevilla, 22. August 1999
27. 10,79 s (1,1)  Blessing Okagbare, London, 27. Juli 2013
28. 10,81 s (1,7)  Marlies Göhr, Berlin, 8. Juni 1983 (deutscher Rekord)
29. 10,81 s (−0,3)  Dafne Schippers, Peking, 24. August 2015
30. 10,81 s (1,7)  Aleia Hobbs, Eugene, 24. Juni 2022
31. 10,81 s (0,1)  Tina Clayton, Kingston, 27. Juni 2025
32. 10,82 s (−1,0)  Gail Devers, Barcelona, 1. August 1992
33. 10,82 s (0,4)  Gwen Torrence, Paris, 3. September 1994
34. 10,82 s (−0,3)  Schanna Block, Edmonton, 6. August 2001
35. 10,82 s (−0,7)  Sherone Simpson, Kingston, 24. Juni 2006
36. 10,82 s (0,9)  Michelle-Lee Ahye, Port of Spain, 24. Juni 2017
37. 10,82 s (0,6)  Twanisha Terry, Memphis, 30. Juli 2022
38. 10,82 s (0,1)  Tia Clayton, Chorzów, 16. August 2025
39. 10,83 s (1,7)  Marita Koch, Berlin, 8. Juni 1983
40. 10,83 s (0,0)  Sheila Echols, Indianapolis, 16. Juli 1988
41. 10,83 s (−1,0)  Juliet Cuthbert, Barcelona, 1. August 1992
42. 10,83 s (0,1)  Ekaterini Thanou, Sevilla, 22. August 1999
43. 10,83 s (0,1)  Dina Asher-Smith, Doha, 29. September 2019
44. 10,83 s (0,9)  Teahna Daniels, Eugene, 21. August 2021
45. 10,83 s (0,6)  Tamari Davis, Memphis, 30. Juli 2022
46. 10,84 s (1,9)  Chandra Sturrup, Lausanne, 5. Juli 2005
47. 10,84 s (1,8)  Kelly-Ann Baptiste, Clermont, 5. Juni 2010
48. 10,84 s (0,4)  Kayla White, Eugene, 1. August 2025
49. 10,85 s (2,0)  Anelija Nunewa, Sofia, 2. September 1988
50. 10,85 s (1,0)  Muna Lee, Eugene, 28. Juni 2008
51. 10,85 s (2,0)  Barbara Pierre, Des Moines, 21. Juni 2013
52. 10,85 s (0,8)  Natasha Morrison, Eugene, 16. September 2023

- Schweizer Rekord: Mujinga Kambundji – 10,89 s am 24. Juni 2022 in Zürich
- österreichischer Rekord: Karin Mayr-Krifka – 11,15 s am 9. August 2003 in Salzburg